# Nabopolassar
Nabopolassar, Nabopalasar (akad. Nabu-apla-uṣur, tłum. „boże Nabu syna pierworodnego strzeż”) (zm. ok. 605 p.n.e.) – od ok. 625 p.n.e. król imperium nowobabilońskiego i założyciel XI (chaldejskiej) dynastii babilońskiej. Ojciec Nabuchodonozora II.

## Pochodzenie
Pochodził prawdopodobnie z plemienia Bit-Jakini. Inskrypcje z okresu jego panowania podają, że był władcą Kraju Nadmorskiego pod panowaniem Asyrii. W zachowanych tekstach sam nazywa siebie człowiekiem ludu, niczyim synem.

## Objęcie władzy
Nabopolassar był możnym Chaldejczykiem, który po śmierci Aszurbanipala przejął w 626 p.n.e. władzę w Babilonie i uniezależnił się od słabnącej Asyrii. Przez ponad 10 lat Asyryjczycy i Babilończycy walczyli ze sobą ze zmiennym szczęściem. Początkowo w walce z Asyrią odniósł kilka zwycięstw, m.in. pod Arraphą czy Gablini oraz klęsk jak samodzielny atak na Aszur. Po zdobyciu przez Medów dowodzonych przez króla Kyaksaresa miasta Aszur w 614 p.n.e. postanowił zawrzeć sojusz z tym irańskim plemieniem w celu dokonania podziału upadającej Asyrii. W sojuszu z Medami położył kres istnieniu imperium asyryjskiego, wspólnie oblegając i burząc w 612 p.n.e. stolice wroga - Niniwę i Kalchu (Nimrud). W inskrypcji następująco opisuje swoje zwycięstwo nad niepokonanym dotąd wrogiem:
Zniszczyłem kraj Subartu (tj. Asyrię), obróciłem kwitnący kraj w zgliszcza i ruiny. Asyryjczyka, który od dawien dawna rządził wszystkimi ludami i którego ciężkie jarzmo było brzemieniem dla ludów kraju, jego stopy z Akadu (tj. Babilonii) zawróciłem, jego jarzmo odrzuciłem.
W latach 610 p.n.e.–607 p.n.e. prowadził z Egiptem zwycięską wojnę. W roku 607 p.n.e. przekazał dowództwo armii swojemu synowi i następcy Nabuchodonozorowi II, który w 605 p.n.e. rozbił armie faraona Necho II.